# Energieeffizienzgesetz (Österreich)
Das österreichische Bundes-Energieeffizienzgesetz (EEffG) soll gemäß dem Bundesministerium für Wissenschaft, Forschung und Wirtschaft (BMWFW) bis zum Jahr 2020
- die Energieeffizienz in Österreich um 20 Prozent steigern und gleichzeitig damit auch
- die Versorgungssicherheit verbessert werden,
- der Anteil erneuerbarer Energien im Energiemix erhöht und
- eine Reduktion von Treibhausgasemissionen erreicht werden, sowie
- positive Impulse für die Wirtschaft gesetzt und
- mit einem um 550 Millionen Euro höheren Bruttoinlandsprodukt rund 6.400 neuen Arbeitsplätze in der Zukunftsbranche „Energieeffizienz“ geschaffen werden.

## Zweck
Das EEffG soll bis Ende 2020 (Zitat § 2 EEffG):
1. die Effizienz der Energienutzung durch Unternehmen und Haushalte in Österreich bundeseinheitlich kosteneffizient steigern,
2. nationale Richtziele betreffend Energieeffizienz normieren,
3. die Vorbildwirkung des Bundes bei der Energieeffizienz festlegen,
4. die Nachfrage nach Energiedienstleistungen und anderen Energieeffizienzmaßnahmen stärken sowie die Rahmenbedingungen für die Qualität von Energiedienstleistungen bundeseinheitlich festlegen,
5. Energielieferanten zur Verbesserung der Endenergieeffizienz verhalten,
6. über die Forcierung der Energieeffizienz
  1. den Energieverbrauch und die Energieeinfuhr senken und somit die Versorgungssicherheit verbessern,
  2. die Nachfrage nach Atomenergie zurückdrängen,
  3. unter expliziten Bezug auf die verbindlichen Zielvorgaben des unionsrechtlichen Klima- und Energiepakets für Österreich den Anteil erneuerbarer Energieträger am energetischen Endverbrauch erhöhen und den Ausstoß klimaschädlicher Emissionen kostenwirksam reduzieren,
  4. den Umstieg auf eine energieeffizientere Wirtschaft vorantreiben, technologische Innovationen beschleunigen sowie die Wettbewerbsfähigkeit der österreichischen Industrie durch sinkenden Energieverbrauch verbessern,
  5. Energiekosten für Haushalte senken und Energiearmut eindämmen

und damit einen Beitrag zur Verwirklichung einer kostenoptimierten, nachhaltigen und gesicherten Energieversorgung leisten.

## Konkrete Ziele
Nach § 4 Abs. 1 EEffG hat dieses Gesetz das Ziel die Energieeffizienz derart zu steigern, dass
1. der auf ein Regeljahr bezogene Endenergieverbrauch in Österreich im Jahr 2020 die Höhe von 1050 Petajoule (Energieeffizienzrichtwert) nicht überschreitet,
2. ein Beitrag für unionsrechtlich verbindliche, über das Jahr 2020 hinausgehende Energieeffizienzziele geleistet wird;
3. ein kumulatives Endenergieeffizienzziel von 310 Petajoule durch gemäß der Richtlinie 2012/27/EU zusätzliche anrechenbare Energieeffizienzmaßnahmen in den Jahren 2014 bis einschließlich 2020, davon 159 Petajoule durch Beiträge der Energielieferanten sowie 151 Petajoule durch strategische Maßnahmen, erreicht wird und
4. bis zum 31. Dezember 2016 österreichweit durch gemäß der Richtlinie 2006/32/EG anrechenbare Maßnahmen von insgesamt mindestens 80,4 Petajoule nachgewiesen werden können.

Diese Ziele und Richtwerte sind unter Sicherstellung der größtmöglichen Beitragsleistung für die unionsrechtlich verbindlichen Vorgaben für Österreich gemäß dem unionsrechtlichen Klima- und Energiepaket 2020 zu erreichen.
Dies jedoch eingeschränkt gemäß § 4 Abs. 2 EEffG im Hinblick auf den Beitrag des Bundes:
- bei Energieeffizienzmaßnahmen und -programme, die vor Inkrafttreten des EEffG gesetzt oder eingerichtet wurden, bis 2020 „nach Maßgabe der budgetären, rechtlichen, wirtschaftlichen und technischen Möglichkeiten“, und
- „Energieeffizienzmaßnahmen und -programme des Bundes sind die entsprechenden Mittelverwendungen innerhalb der Obergrenzen des jeweils geltenden Bundesfinanzrahmens zu bedecken“.

## Unionsrecht
Durch das EEffG wird das im Rahmen der Klimapolitik der Europäischen Union beschlossene Klima- und Energiepaket 2020, insbesondere die Richtlinie 2012/27/EU (Energieeffizienz-Richtlinie) und Richtlinie 2006/32/EG über Endenergieeffizienz und Energiedienstleistungen, umgesetzt.

## Aufbau
- 1. Teil (Allgemeine Bestimmungen)
  - § 1 bis 8
- 2. Teil (Energieeffizienz bei Unternehmen)
  - § 9 und § 10
- 3. Teil (Branchenverpflichtungen)
  - § 11
- 4. Teil (Endenergieeffizienz beim Bund)
  - 1. Abschnitt (Allgemeine Pflichten des Bundes)
    - § 12 und § 13

  - 2. Abschnitt (Besondere Pflichten des Bundes)
    - § 14 bis § 16
- 5. Teil (Energiedienstleister und Energieaudits)
  - § 17 und § 18
- 6. Teil (Sicherung und Beschaffung von Energieeffizienzmaßnahmen)
  - § 19 bis § 21
- 7. Teil (Monitoring der Energieeffizienz)
  - 1. Abschnitt (Regelungen bei der Raumwärme und bei Warmwasser)
    - § 22 und § 23

  - 2. Abschnitt (Nationale Energieeffizienz-Monitoringstelle)
    - § 24 bis § 27

  - 3. Abschnitt (Statistik)
    - § 28 (Energiestatistik)
- 8. Teil (Schlussbestimmungen)
  - § 29 bis § 34
- Anhang I (Maßnahmen bzgl. Verringerungen des Verbrauchs von Endenergie)
- Anhang II (Liste der Bundesdienststellen)
- Anhang III (Mindestkriterien Energieaudits großer Unternehmen)
- Anhang IV (Für Contracting-Verträge gelte Bestimmungen)
- Anhang V (Methoden der Austrian Energy Agency zur Bewertung der Zielerreichung)

## Ausgewählte spezielle Bestimmungen im EEffG

### Monitoringstelle
Die im EEffG vorgesehene nationale Energieeffizienz-Monitoringstelle hat ihre Aufgaben (siehe z. B. § 24 ff EEffG) in objektiver und sachgerechter Weise durchzuführen und ein sehr breites Aufgabengebiet.

### Energielieferant
Energielieferant ist gemäß § 5 Zif. 11 EEffG eine jede „natürliche oder juristische Person oder eingetragene Personengesellschaft, unabhängig von ihrem Geschäftssitz, die entgeltlich Energie an Endenergieverbraucher, unabhängig von der Art ihres Endverbrauches, abgibt“.
Verpflichtete Energielieferanten gemäß § 10 Abs. 1 und Abs. 7 EEffG sind solche, die im jeweiligen Vorjahr
- mehr als „25 GWh an Energie an ihre Endkunden in Österreich abgesetzt haben oder“
- „zu mehr als 50 % im Eigentum eines anderen Unternehmens stehen“ und zusammen im jeweiligen Vorjahr mehr als 25 GWh an Energie an Endkunden in Österreich abgesetzt haben,
- und keiner Branchenverpflichtung beigetreten sind (§ 11 EEffG).

Energielieferanten, die diese zwei ersten Kriterien nicht erfüllen, fallen grundsätzlich nicht unter die Melde- und Berichtspflichten sowie die Verpflichtung zur Setzung von Energieeffizienzmaßnahmen nach dem EEffG, soweit sie diese Grenze nicht in einem Jahr überschreiten. Der Bundesminister für Wissenschaft, Forschung und Wirtschaft kann dennoch durch Verordnung die Schwellenwerte für die Ausnahme von kleinen Energielieferanten nach § 10 EEffG verändern, um das Ziel von 159 Petajoule zu erfüllen. Der Eigenverbrauch von Energie eines Energielieferanten wird zur Grenze von 25 GWh nicht hinzugerechnet, ebenso nicht, wenn überschüssige Prozesswärme oder Abwärme aus Gründen des effizienten Prozessmanagements direkt an gewerbliche Letztverbraucher geliefert wird.
Alle Energielieferanten in Österreich, welche die Energie nicht nur selbst verbrauchen und/oder die Energie an einen Zwischenhändler (EVU) verkaufen, müssen:
- sich als solche bei der Monitoringstelle registrieren (erstmals bis zum 14. Februar 2015),[6] sofern sie mehr als 20 GWh Energieabsatzmenge im Vorjahr hatten. „Bei Energielieferanten, die eine relevante Energieabsatzmenge von weniger als 20 GWh im Vorjahr haben, wird von einer Registrierung abgesehen“.[7]

Verpflichtete Energielieferanten müssen zusätzlich (Beispiele):
unter Umständen
- ein Energie- oder Umweltmanagementsystem bzw. ein Audit durchführen
- Energieabsatz und Energieeffizienzmaßnahmen durchführen und
- die Meldungen dazu bis spätestens 14. Februar eines jeden Jahres (erstmals bis zum 14. Februar 2016) und andere Meldungen an die Monitoringstelle erstatten,

Verpflichtete Energielieferanten können die ihnen auferlegten Pflichten aus dem EEffG:
- selbst erfüllen;
- sich einer Branchenverpflichtung anschließen;
- Dritte zur Erfüllung heranziehen (Ausschreibung/Direktvergabe/Zukauf), oder
- eine Ausgleichszahlung leisten.[9]

### Unternehmen
Unternehmen im Sinne des EEffG sind solche mit Sitz in Österreich, die privatrechtlich organisierte sind und eine auf Dauer angelegte Organisation selbständiger wirtschaftlicher Tätigkeit haben, unabhängig davon ob es sich dabei um Endenergieverbraucher oder Endenergielieferanten handelt (§ 5 Ziff. 18 EEffG).
- große Unternehmen: Unternehmen, die nicht kleine oder mittlere Unternehmen sind (§ 5 Ziff. 19 EEffG);
- mittlere Unternehmen: Unternehmen mit höchstens 249 Beschäftigten und mit einem Umsatz von höchstens 50 Millionen Euro oder einer Bilanzsumme von höchstens 43 Millionen Euro, soweit sie nicht kleine Unternehmen sind (§ 5 Ziff. 21 EEffG);
- kleine Unternehmen: Unternehmen mit höchstens 49 Beschäftigten und mit einem Umsatz von höchstens 10 Millionen Euro oder einer Bilanzsumme von höchstens 10 Millionen Euro (§ 5 Ziff. 20 EEffG).

(Siehe hierzu auch die Definition der Kommission der Europäischen Union für Kleine und mittlere Unternehmen (KMU)).
Große Unternehmen haben (§ 9 Abs. 2 EEffG) entweder
- in regelmäßigen Abständen, zumindest alle vier Jahre, ein externes Energieaudit gemäß § 17 und § 18 EEffG durchzuführen
- oder
  - ein zertifiziertes Energiemanagementsystem in Übereinstimmung mit der Norm EN 16001 oder der ISO 50001 oder entsprechenden Nachfolgenormen oder
  - ein zertifiziertes Umweltmanagementsystem gemäß ISO 14000 oder entsprechenden Nachfolgenormen oder gemäß Art. 13 der Verordnung (EG) Nr. 1221/2009 über die freiwillige Teilnahme von Organisationen an einem Gemeinschaftssystem für Umweltmanagement und Umweltbetriebsprüfung oder
  - ein einem Energiemanagement- oder Umweltmanagementsystem gleichwertiges, innerstaatlich anerkanntes Managementsystem einzuführen, das auch ein regelmäßiges internes oder externes Energieaudit gemäß § 17 und § 18 EEffG umfassen muss. Die Einführung des Managementsystems ist zu dokumentieren und aufrechtzuerhalten;
- den Anwendungsbereich und die Grenzen ihres Managementsystems festzulegen und zu dokumentieren oder die Durchführung und Ergebnisse des Energieaudits zu dokumentieren;
- die Einführung des Managementsystems oder die Durchführung des Energieaudits, deren Inhalte und gewonnenen Erkenntnisse unverzüglich der nationalen Energieeffizienz-Monitoringstelle zu melden oder melden zu lassen.

Kleine und mittlere Unternehmen (KMU), welche den Großteil der Unternehmen in Österreich stellen, sind gemäß (§ 9 Abs. 3 EEffG) vom EEffG ausgenommen. KMU können nach Möglichkeit:
- eine Energieberatung durchführen und die Durchführung einer Energieberatung in regelmäßigen Abständen, zumindest alle vier Jahre, wiederholen;
- deren Durchführung und Ergebnisse dokumentieren;
- die Durchführung der Energieberatung, deren Inhalte und gewonnenen Erkenntnisse der nationalen Energieeffizienz-Monitoringstelle melden lassen

(Siehe hierzu auch die Möglichkeiten für KMU durch ÖKOPROFIT).
Bis spätestens 30. November 2015 sind große Unternehmen erstmals verpflichtet, die Durchführung eines Energieaudits oder zertifizierten Managementsystems der Monitoringstelle zu melden.

## In Kraft treten
Das EEffG tritt gemäß § 33 gestaffelt in Kraft. Die Verfassungsbestimmungen in § 1 bis § 8, § 11, § 19 bis § 34 traten mit dem der Kundmachung dieses Bundesgesetzes folgenden Tag in Kraft. Kundmachung des Gesetzes war der 11. August 2014. Die § 12 bis § 16 traten mit 1. Jänner 2014 in Kraft. Die zentralen Normen mit den Verpflichtungen für Unternehmen und Energielieferanten, § 9, § 10, § 17 und § 18, traten mit 1. Jänner 2015 in Kraft.